# Sioux Falls Skyforce 2011-2012
La stagione 2011-12 dei Sioux Falls Skyforce fu la 6ª nella NBA D-League per la franchigia.
I Sioux Falls Skyforce arrivarono settimi nella Eastern Conference con un record di 15-35, non qualificandosi per i play-off.

## Roster
| N° | Naz.                   | Ruolo | Sportivo          | Anno | Alt. | Peso |
| -- | ---------------------- | ----- | ----------------- | ---- | ---- | ---- |
| 3  | Stati Uniti (bandiera) | A     | Patrick Ewing     | 1984 | 203  | 109  |
| 7  | Stati Uniti (bandiera) | G     | Jake Anderson     | 1987 | 188  | 91   |
| 9  | Stati Uniti (bandiera) | G     | Nick Covington    | 1985 | 188  | 91   |
| 9  | Stati Uniti (bandiera) | G     | Brian Evans       | 1982 | 185  | 84   |
| 10 | Stati Uniti (bandiera) | G     | Anthony Moody     | 1989 | 183  | 73   |
| 11 | Stati Uniti (bandiera) | G     | Dontell Jefferson | 1983 | 196  | 88   |
| 13 | Stati Uniti (bandiera) | G     | Gabe Pruitt       | 1986 | 193  | 84   |
| 14 | Stati Uniti (bandiera) | A     | Malcolm Lee       | 1990 | 196  | 91   |
| 15 | Stati Uniti (bandiera) | G     | Dominique Coleman | 1984 | 191  | 88   |
| 17 | Stati Uniti (bandiera) | A     | Will Pratt        | 1986 | 196  | 98   |
| 18 | Stati Uniti (bandiera) | A     | Trey Gilder       | 1985 | 206  | 84   |
| 18 | Stati Uniti (bandiera) | G     | Stephen McDowell  | 1985 | 183  | 82   |
| 19 | Stati Uniti (bandiera) | G     | Ryan Anderson     | 1987 | 193  | 88   |
| 19 | Stati Uniti (bandiera) | A     | Brian Hamilton    | 1982 | 198  | 93   |
| 21 | Stati Uniti (bandiera) | A     | Marqus Blakely    | 1988 | 196  | 100  |
| 21 | Panama (bandiera)      | A     | Jamelle Horne     | 1988 | 201  | 95   |
| 22 | Stati Uniti (bandiera) | A     | Anthony Mason     | 1987 | 201  | 95   |
| 23 | Stati Uniti (bandiera) | G     | Casey Mitchell    | 1988 | 193  | 100  |
| 24 | Costa Rica (bandiera)  | AC    | Charles García    | 1988 | 208  | 104  |
| 32 | Stati Uniti (bandiera) | AC    | Billy McShepard   | 1987 | 208  | 104  |
| 33 | Nigeria (bandiera)     | A     | Yemi Ogunoye      | 1985 | 206  | 95   |
| 33 | Stati Uniti (bandiera) | A     | Dominique Scales  | 1983 | 206  | 104  |
| 33 | Stati Uniti (bandiera) | AC    | Dan Vandervieren  | 1988 | 208  | 120  |
| 34 | Stati Uniti (bandiera) | A     | Patrick Ewing     | 1984 | 203  | 109  |
| 34 | Stati Uniti (bandiera) | C     | Greg Stiemsma     | 1985 | 211  | 118  |
| 34 | Stati Uniti (bandiera) | A     | Curtis Withers    | 1984 | 203  | 104  |
| 44 | Stati Uniti (bandiera) | C     | Will Foster       | 1988 | 226  | 118  |
| 50 | Stati Uniti (bandiera) | C     | Keith Benson      | 1988 | 201  | 104  |

## Staff tecnico
- Allenatore: Morris McHone
- Vice-allenatori: Eldridge Recasner, Sean Rooks (dal 28 febbraio)
- Preparatore atletico: Dustin Schramm